# 수전 피터스
수전 피터스(Susan Peters, 1921년 7월 3일 ~ 1952년 10월 23일)는 미국의 배우이다.

## 참여 작품
- 게리 쿠퍼의 재회
- 마음의 행로

## 연극
- 유리동물원